# Liste der Lieder von Basshunter

Logo von Basshunter

Dies ist die Liste der Lieder des schwedischen Sängers, Musikproduzents und DJs Basshunter. Aufgelistet sind alle Lieder der Alben The Bassmachine (2004), Welcome to Rainbow (2006), LOL <(^^,)> (2006), The Old Shit (2006), Now You’re Gone – The Album (2008), Bass Generation (2009), The Early Bedroom Sessions (2012) und Calling Time (2013). Des Weiteren befinden sich Non Album Tracks und Cover in dieser Liste.
Die Liste ist alphabetisch sortiert und enthält Titel, Tonträger und Erscheinungsjahr.

## Legende
- Titel: Nennt den Namen des Liedes. Coverversionen sind blau unterlegt.
- Album: Nennt das Album, auf dem das Lied erschien.
- Jahr: Nennt das Veröffentlichungsjahr.

## Die Lieder

### A
| Titel                                      | Länge | Album                       | Jahr |
| ------------------------------------------ | ----- | --------------------------- | ---- |
| All I Ever Wanted erschien als Single      | 2:58  | Now You’re Gone – The Album | 2008 |
| Angel in the Night erschien als Single     | 2:57  | Now You’re Gone – The Album | 2008 |
| Angels Ain't Listening erschien als Single | 2:49  | Non Album Track             | 2020 |

### B
| Titel                          | Länge | Album                       | Jahr |
| ------------------------------ | ----- | --------------------------- | ---- |
| Bass Creator                   | 5:02  | Now You’re Gone – The Album | 2008 |
| Bass Worker                    | 6:14  | The Bassmachine             | 2004 |
| Beer in the Bar                | 3:51  | LOL <(^^,)>                 | 2008 |
| Between the Two of Us          | 3:58  | LOL <(^^,)>                 | 2006 |
| Boten Anna erschien als Single | 3:29  | LOL <(^^,)>                 | 2006 |

### C
| Titel                            | Länge | Album                       | Jahr |
| -------------------------------- | ----- | --------------------------- | ---- |
| Calling Time erschien als Single | 3:07  | Calling Time                | 2013 |
| Camilla                          | 3:16  | Now You’re Gone – The Album | 2008 |
| Can You                          | 2:25  | Bass Generation             | 2009 |
| Contact by Bass                  | 3:53  | The Bassmachine             | 2004 |
| Crash & Burn erschien als Single | 3:08  | Calling Time                | 2013 |
| Counterstrike the Mp3            | ?:??  | The Old Shit                | 2006 |

### D
| Titel                                       | Länge | Album                       | Jahr |
| ------------------------------------------- | ----- | --------------------------- | ---- |
| Day & Night                                 | 2:55  | Bass Generation             | 2009 |
| Dirty                                       | 2:63  | Calling Time                | 2013 |
| Don’t Walk Away                             | 3:02  | Bass Generation             | 2009 |
| Dream Girl                                  | 4:28  | Now You’re Gone – The Album | 2008 |
| Dream on the Dancefloor erschien als Single | 3:12  | Calling Time                | 2012 |

### E
| Titel                             | Länge | Album           | Jahr |
| --------------------------------- | ----- | --------------- | ---- |
| Elinor erschien als Single        | 3:09  | Non Album Track | 2013 |
| Every Morning erschien als Single | 3:18  | Bass Generation | 2009 |

### F
| Titel                                 | Länge | Album           | Jahr |
| ------------------------------------- | ----- | --------------- | ---- |
| Far Away                              | 3:42  | Calling Time    | 2013 |
| Far from Home                         | 4:11  | Bass Generation | 2009 |
| Fest folk                             | 4:34  | The Bassmachine | 2004 |
| Fest i hela huset erschien als Single | 2:50  | Calling Time    | 2011 |

### G
| Titel       | Länge | Album                      | Jahr |
| ----------- | ----- | -------------------------- | ---- |
| Go Down Now | ?:??  | The Early Bedroom Sessions | 2008 |

### H
| Titel                         | Länge | Album           | Jahr |
| ----------------------------- | ----- | --------------- | ---- |
| Hallå där erschien als Single | 2:38  | LOL <(^^,)>     | 2006 |
| Här kommer Lennart            | ?:??  | The Old Shit    | 2006 |
| Home erschien als Single      | 3:03  | Non Album Track | 2019 |

### I
| Titel                                 | Länge | Album                       | Jahr |
| ------------------------------------- | ----- | --------------------------- | ---- |
| I’m Your Basscreator                  | 5:25  | LOL <(^^,)>                 | 2006 |
| I’ve Got You Now                      | 3:10  | Calling Time                | 2013 |
| I Came Here to Party                  | 2:48  | Calling Time                | 2013 |
| I Can Walk on Water                   | 3:46  | Now You’re Gone – The Album | 2008 |
| I Can’t Deny                          | 4:00  | Bass Generation             | 2009 |
| I Know U Know                         | 2:46  | Bass Generation             | 2009 |
| I Miss You erschien als Single        | 2:46  | Now You’re Gone – The Album | 2008 |
| I Promised Myself erschien als Single | 2:38  | Bass Generation             | 2009 |
| I Still Love                          | 3:33  | Bass Generation             | 2009 |
| I Will Learn to Love Again            | 3:08  | Bass Generation             | 2009 |
| In da Club 2004                       | 3:49  | Non Album Track             | 2004 |
| In Her Eyes                           | 3:14  | Now You’re Gone – The Album | 2008 |

### J
| Titel                            | Länge | Album       | Jahr |
| -------------------------------- | ----- | ----------- | ---- |
| Jingle Bells erschien als Single | 2:45  | LOL <(^^,)> | 2006 |

### L
| Titel              | Länge | Album                       | Jahr |
| ------------------ | ----- | --------------------------- | ---- |
| Lawnmover to Music | 4:21  | Calling Time                | 2013 |
| Life Speaks to Me  | 2:33  | Non Album Track             | 2021 |
| Love You More      | 3:52  | Now You’re Gone – The Album | 2008 |

### M
| Titel                           | Länge | Album           | Jahr |
| ------------------------------- | ----- | --------------- | ---- |
| Masterpiece erschien als Single | 2:46  | Non Album Track | 2018 |
| Mellan oss två                  | 3:58  | LOL <(^^,)>     | 2006 |
| MoonTrip                        | ?:??  | The Old Shit    | 2006 |

### N
| Titel                               | Länge | Album                       | Jahr |
| ----------------------------------- | ----- | --------------------------- | ---- |
| Northern Light erschien als Single  | 2:49  | Calling Time                | 2012 |
| Now You’re Gone erschien als Single | 2:34  | Now You’re Gone – The Album | 2007 |
| Numbers                             | 3:20  | Bass Generation             | 2009 |

### O
| Titel          | Länge | Album           | Jahr |
| -------------- | ----- | --------------- | ---- |
| On Our Side    | 3:55  | Bass Generation | 2009 |
| Open Your Eyes | 3:00  | Calling Time    | 2013 |

### P
| Titel                               | Länge | Album                       | Jahr |
| ----------------------------------- | ----- | --------------------------- | ---- |
| Pitchy                              | 2:15  | Calling Time                | 2013 |
| Plane to Spain                      | 3:43  | Bass Generation             | 2009 |
| Please Don’t Go erschien als Single | 2:55  | Now You’re Gone – The Album | 2008 |
| Professional Party People           | 3:09  | LOL <(^^,)>                 | 2006 |

### R
| Titel          | Länge | Album                      | Jahr |
| -------------- | ----- | -------------------------- | ---- |
| Rainbow Stars  | 4:30  | The Early Bedroom Sessions | 2012 |
| Rise My Love   | 2:33  | Calling Time               | 2013 |
| Russia privjet | 4:07  | LOL <(^^,)>                | 2006 |

### S
| Titel                                    | Länge | Album           | Jahr |
| ---------------------------------------- | ----- | --------------- | ---- |
| Saturday erschien als Single             | 3:03  | Calling Time    | 2010 |
| Sitter i luren och väntar på Adam Alsing | ?:??  | Mix Megapol 1   | 2008 |
| Smells Like Blade                        | ?:??  | The Old Shit    | 2006 |
| Stay Alive                               | ?:??  | The Old Shit    | 2006 |
| Storm of Fantasy                         | ?:??  | The Old Shit    | 2006 |
| Strand Tylösand                          | 3:17  | LOL <(^^,)>     | 2006 |
| Sverige                                  | 2:58  | LOL <(^^,)>     | 2006 |
| Syndrome de Abstenencia                  | 6:34  | The Bassmachine | 2004 |

### T
| Titel                                  | Länge | Album                      | Jahr |
| -------------------------------------- | ----- | -------------------------- | ---- |
| The Bassmachine                        | 2:22  | The Bassmachine            | 2004 |
| The Beat                               | 3:35  | LOL <(^^,)>                | 2006 |
| The Big Show                           | 5:36  | The Bassmachine            | 2004 |
| The Celtic Harmony & the Chilling Acid | ?:??  | The Old Shit               | 2006 |
| The Night                              | ?:??  | The Old Shit               | 2006 |
| The True Sound                         | 5:25  | The Bassmachine            | 2004 |
| The Warpzone                           | 5:34  | The Bassmachine            | 2004 |
| Train Station                          | 5:45  | The Bassmachine            | 2004 |
| Trance Up                              | 6:33  | The Early Bedroom Sessions | 2004 |
| Transformation Bass                    | 5:03  | The Bassmachine            | 2004 |
| Try to Stop Us                         | 4:06  | The Early Bedroom Sessions | 2012 |

### U
| Titel           | Länge | Album       | Jahr |
| --------------- | ----- | ----------- | ---- |
| Utan stjärnorna | 3:51  | LOL <(^^,)> | 2006 |

### V
| Titel                                                    | Länge | Album       | Jahr |
| -------------------------------------------------------- | ----- | ----------- | ---- |
| Var är jag                                               | 4:01  | LOL <(^^,)> | 2006 |
| Vi sitter i Ventrilo och spelar DotA erschien als Single | 3:22  | LOL <(^^,)> | 2006 |
| Vifta med händerna erschien als Single                   | 3:05  | LOL <(^^,)> | 2006 |

### W
| Titel                             | Länge | Album                       | Jahr |
| --------------------------------- | ----- | --------------------------- | ---- |
| Wacco Will Kick Your Ass          | 6:03  | The Early Bedroom Sessions  | 2005 |
| Waiting for the Moon              | ?:??  | The Old Shit                | 2006 |
| Wake Up Beside Me                 | 2:41  | Calling Time                | 2013 |
| Walk on Water erschien als Single | 2:55  | Now You’re Gone – The Album | 2009 |
| We Are the Waccos                 | 3:58  | LOL <(^^,)>                 | 2006 |
| Welcome to Rainbow                | 5:06  | Welcome to Rainbow          | 2006 |
| Why                               | 3:12  | Bass Generation             | 2009 |
| Wizard Elements                   | 5:39  | The Early Bedroom Sessions  | 2012 |

### Y
| Titel            | Länge | Album        | Jahr |
| ---------------- | ----- | ------------ | ---- |
| You’re Not Alone | 2:57  | Calling Time | 2013 |